# 橋雲寺
橋雲寺（きょううんじ）は青森県弘前市愛宕山下に所在する真言宗智山派の寺院。山号は愛宕山。本尊は勝軍地蔵菩薩。現在の津軽弘法大師霊場第8番札所である。

## 歴史
開基は津軽為信、開山は最勝院第五世眼尊。津軽真言五山の一つとされる。為信が津軽統一に際し勝軍地蔵を信仰、勧請して祀ったことが由来となっている。
二代藩主津軽信枚により現在の地に慶長14年に遷座された。